# Абросимов, Егор Иванович
Егор Иванович Абросимов (?—1810) — русский педагог-астроном, исследователь Белого и Балтийского морей.

## Биография
Точное место и дата его рождения неизвестны.
В 1774 году поступил в Морской кадетский корпус. С 1788 года по 1803 год преподавал в нём практическую астрономию, совмещая преподавательскую работу с морскими исследованиями. 
В 1799—1802 гг. участвовал в экспедиции на Белом море под руководством генерал-лейтенанта Л. И. Голенищева-Кутузова для определения широт и долгот. В 1802—1806 гг. находился при описи берегов Балтийского моря под руководством контр-адмирала Г. А. Сарычева. Обобщением опыта Абросимова стало опубликованное им в 1806 году «Сочинение, показующее теорию и практику нахождения долготы на море или на земле».
В 1807 году состоял для астрономических наблюдений в Кронштадте; в 1808 году в чине 8 класса и со званием астронома, исправлял должность инспектора в Балтийском штурманском училище. В 1809 году за труды по определению астрономического положения береговых пунктов Финского залива получил орден Св. Владимира 4-й степени. Академия наук в выданном Абросимову аттестате, по поводу рассмотренных его астрономических наблюдений, указала, что она видит в Абросимове «не только искусного, но и ревностного обсерватора». 
Умер в 1810 году.
В 1833 году П. К. Пахтусов назвал в его честь, открытые им залив, мыс и реку на юго-восточном побережье южного острова Новой Земли к югу от бухты Кротова.
Имел дочь Александру (1809—1833), в замужестве Меллер.